# Сеймур, Эдвард, 2-й баронет

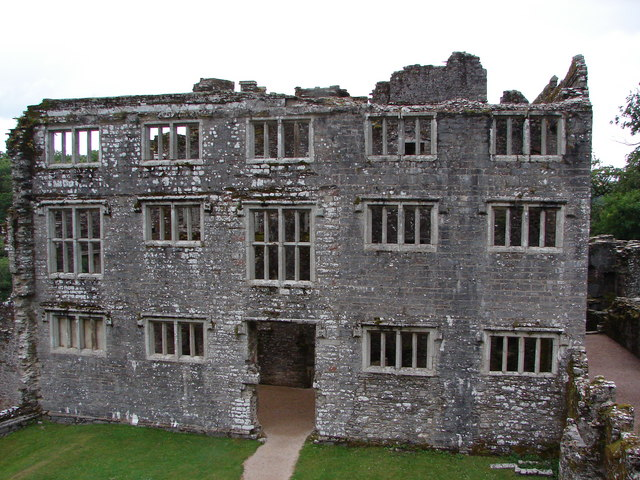
Руины замка Берри-Померой

Эдвард Сеймур, 2-й баронет (англ. Sir Edward Seymour, 2st Baronet; ок. 1580 — 5 октября 1659) — английский землевладелец и политик, заседавший в Палате общин с 1601 по 1625 год. Он был послом в Дании. Во время гражданской войны в Англии он поддерживал дело роялистов.

## Происхождение
Родился около 1580 года. Старший сын сэра Эдварда Сеймура, 1-го баронета (ок. 1563—1613), из Берри-Померой, от его жены Элизабет Чампернаун, дочери сэра Артура Чампернауна из Дартингтон-Холла.

## Карьера
В 1601 году Эдвард Сеймур был избран членом парламента от Пенрина. Он был посвящен в рыцари в Гринвиче 22 мая 1603 года и был отправлен королем Англии Яковом I в посольство в Данию . В 1604 году он был избран депутатом парламента от Ньюпорта. Он унаследовал баронетство после смерти своего отца 11 апреля 1613 года и в том же году стал губернатором Дартмута. В 1614 году он был избран депутатом парламента от Лайм-Реджиса. Он был мировым судьей, а также вице-адмиралом Девона с 1617 года. В 1621 году он был избран депутатом парламента от Девона. Он был избран депутатом парламента от Каллингтона в 1624 году и Тотнеса в 1625 году.
Эдвард Сеймур стал чиновником адмиралтейства и капером, а во время Гражданской войны был роялистом. Он и его сын были схвачены в Плимуте, а замок Берри Померой был разрушен. Ему пришлось заплатить 1200 фунтов стерлингов конфискаторам поместий.
Сэр Эдвард Сеймур умер в Берри-Померой 5 октября 1659 года.

## Брак и дети
15 декабря 1600 года Эдвард Сеймур женился на Дороти Киллегрю (ум. 27 июня 1643), дочери сэра Генри Киллигрю (? — 1603) из Лароха, и Кэтрин Кук, в церкви Святой Маргариты, Лотбери, Лондон. Она была похоронена в Берри-Померой 30 июня 1643 года. У них было семеро детей:
- Сэр Эдвард Сеймур, 3-й баронет (10 сентября 1610 — 4 декабря 1688), старший сын и преемник отца
- Генри Сеймур (1612 — 9 марта 1686), роялист и депутаты Палат общин
- Томас Сеймур, женат на Энн Андерсон, дочери сэра Ричарда Андерсона из Пенли, Хартфордшир, от его жены Мэри Спенсер (1588—1658), дочери Роберта Спенсера, 1-го барона Спенсера.
- Сэр Джозеф Сеймур, женат на Бриджит Андерсон, дочери сэра Ричарда Андерсона из Пенли, Хартфордшир.
- Элизабет Сеймур (ум. 3 сентября 1669)[3], 1-й муж — Фрэнсис Кортни (1576—1638), де-юре 4-й граф Девон из Паудерема; 2-й муж — сэр Амос Мередит, 1-й баронет из Эшли, Чешир (? — 1669)
- Мэри Сеймур (похоронена 5 марта 1680 года), замужем за сэром Джонатаном Трелони, 2-м баронетом (ок. 1623—1681), сыном сэра Джона Трелони, 1-го баронета
- Маргарет Сеймур, замужем за Фрэнсисом Трелони, сыном сэра Джона Трелони, 1-го баронета.